# Grote Prijs Raf Jonckheere 2022
De 71e editie van de Belgische wielerwedstrijd Grote Prijs Raf Jonckheere werd verreden op 25 juli 2022. De start en finish vonden plaats in Westrozebeke. De winnaar was Arne Marit, gevolgd door Luke Mudgway en Thomas Joseph.

## Uitslag
| Grote Prijs Raf Jonckheere 2022 |                  |                             |            |
| Plaats                          | Naam             | Ploeg                       | Tijd       |
| Winnaar                         | Arne Marit       | Sport Vlaanderen-Baloise    | 3u 36' 39" |
| 2                               | Luke Mudgway     | Bolton Equities Black Spoke | z.t.       |
| 3                               | Thomas Joseph    | Minerva Cycling Team        | z.t.       |
| 4                               | Abram Stockman   | Saris Rouvy Sauerland Team  | z.t.       |
| 5                               | Kiaan Watts      | CNZ Selection Team          | z.t.       |
| 6                               | Yentl Vandevelde | Minerva Cycling Team        | z.t.       |
| 7                               | Alex Colman      | Sport Vlaanderen-Baloise    | 4"         |
| 8                               | Jens Renders     | Sport Vlaanderen-Baloise    | 11"        |
| 9                               | Logan Currie     | Bolton Equities Black Spoke | 22"        |
| 10                              | Jelle Wallays    | Cofidis                     | 27"        |

1951 · 1952 · 1953 · 1954 · 1955 · 1956 · 1957 · 1958 · 1959 · 1960 · 1961 · 1962 · 1963 · 1964 · 1965 · 1966 · 1967 · 1968 · 1969 · 1970 · 1971 · 1972 · 1973 · 1974 · 1975 · 1976 · 1977 · 1978 · 1979 · 1980 · 1981 · 1982 · 1983 · 1984 · 1985 · 1986 · 1987 · 1988 · 1989 · 1990 · 1991 · 1992 · 1993 · 1994 · 1995 · 1996 · 1997 · 1998 · 1999 · 2000 · 2001 · 2002 · 2003 · 2004 · 2005 · 2006 · 2007 · 2008 · 2009 · 2010 · 2011 · 2012 · 2013 · 2014 · 2015 · 2016 · 2017 · 2018 · 2019 · 2020 · 2021 · 2022